# إمبراطور
الإِنْبَرَاطُورُ أو الإمبراطور هو الملك، وعادة ما يكون الحاكم السيادي لإنبراطورية أو لنوع آخر من المملكة الإنبراطورية. قد تشير الإنبراطورة، المكافئ الأنثوي، إلى زوجة الإنبراطور (عقيلة الملك)، أو إلى الأم (الإنبراطورة الأم)، أو إلى المرأة التي تحكم في حد ذاتها (الإنبراطورة الحاكمة). يعرف الأباطرة عمومًا بأنهم من أعلى درجات الشرف والمرتبة الملكية، متجاوزين الملوك. في أوربا استُخدم لقب الإنبراطور منذ العصور الوسطى، وكان يعتبر في تلك الأوقات مقاربًا أو متساويًا تقريبًا في الكرامة مع لقب البابا بسبب موقع الأخير كرئيس للكنيسة وزعيم روحي للجزء الكاثوليكي من أوربا الغربية. إنبراطور اليابان هو الملك الوحيد الحالي الذي يُترجم لقبه إلى اللغة الإنجليزية باسم «الإنبراطور»، على الرغم من أنه لا يمتلك سلطة سياسية فعلية، واليابان ليست إنبراطورية.
كل من الأباطرة والملوك هم ملوك، لكن الإنبراطور والإنبراطورة يعتبران ألقابًا ملكية أعلى. بقدر ما يوجد تعريف صارم للإنبراطور، لكن لا يمتلك الإنبراطور علاقات تشير إلى تفوق أي حاكم آخر عليه وعادة ما يحكم أكثر من أمة واحدة. لذلك، قد يُجبر الملك على دفع الجزية إلى حاكم آخر، أو يكون مقيَّدًا في أفعاله بطريقة ما، أما الإنبراطور فيجب أن يكون خاليًا تمامًا من هذه القيود. ومع ذلك، لم يستخدم الملوك الذين يترأسون إنبراطوريات هذا اللقب دائمًا في جميع السياقات، فلم تأخذ السيادة البريطانية لقب إنبراطورة الإنبراطورية البريطانية حتى أثناء دمج الهند، على الرغم من إعلانها إنبراطورة الهند.

## عند العرب
الانبراطور والانبراطورية، بالنون، نطقاً وكتابة عند فصحاء العرب، والسبب أن العرب تضع نوناً ساكنة قبل الباء المتحركة، وذكر أنستاس الكرملي ألقاب الروم عند العرب ومنها الانبراطور بالنون، وذُكرَ في مجلة مجمع اللغة العربية بدمشق المنشورة سنة 1921م: «وكثير من العصريين يكتبونها «إمبراطور» وقد قلنا إن الاصح أن تكتب انبراطور...ومعناها في الاصل: الآمر الأكبر أو آمر الجيوش أي ملك الملوك. وقال أنستاس ماري الكرملي في مقاله (ألقاب الشرف والتعظيم عند العرب) "إن كتابة «الإمبراطور» بهذا الرسم كما يرسمه المعاصرون لا يوافق القواعد العربية، لأنه لا يُرى في الكلم الضادية من عربية ومعربة، فيها الميم ساكنة، يليها باء متحركة، فإذا وقع مثل ذلك رُسمتْ الميم نوناً. ولهذا يجب أن تكتب (الانبراطور) بنون.
جرى العرب على كتابة الكلمة (أنبرور) بهذا الرسم. عند اتصالهم بالألمان والفرنسيين في نحو أواخر المائة الثانية عشرة وأوائل المائة الثالثة عشرة من تاريخ الميلاد، أو بعبارة أخرى في أواخر المائة السادسة وأوائل المائة السابعة للهجرة. فقد قال ابن خلكان في ترجمة أبي العباس أحمد عبد السيد الملقب صلاح الدين: (وعند وصول الأنبرور، صاحب صقيلة إلى ساحل الشام في سنة ٦٢٦ هـ (١٢٢٨م) بعث الملك الكامل الصلاح إليه رسولاً).
وقال في ترجمة أبي طاهر يحي بن تميم: (ولما هلك غنيمة (بن زُجَار. كذا. والصواب بن رُجَار براء مهملة). ملكت أبنته، وهي أم الأنبرور ملك ألمانيا في زماننا. ثم هلكت أم الأنبرور) اهـ. وجاء في تقويم البلدان لأبي الفداء: (وسلطانها (سلطان ألمانية) هو المعروف بالأنبرطور ومعناه ملك الملوك والعامة تقول الأنبرُوز) اهـ. وفي كتاب العبادين في كتاب ألفُنْس بن سانشس إلى الخليفة المعتمد الإنبيطور.
فهذه عشر لغات في تعريب كلمة واحدة، أصلها اللاتيني فقيل فيها: إنبيطور، إنبرذور، إنبرظور، إنبراطور، إنبرادور، إنبرطور، إنبرور. وقال فيها البعض المعاصرين خطأً: إمبراطور، إيمبراطور، إيمبرور. ومن اللازم على المعاصرين أن يلاحظوا كيف أن الأقدمين باختلاف بلدانهم وعصورهم كتبوا بألف ونون، وليس أبداً بألف والميم، لأنهم عرب صميم والعرب لا تخالف قواعد سلفهم أبداً، وذلك سلبقة لا تطبُّعاً!»

## في أوربا
في أوربا الغربية، استُخدم لقب الإنبراطور حصريًا من قبل الإنبراطور الروماني المقدس، الذي استمدت سلطته الإنبراطورية من المفهوم اللاتيني لانتقال السلطة (translatio imperii)، فقد ادعوا توليهم خلافة سلطة الأباطرة الرومان الغربيين، وبالتالي ربطوا أنفسهم بالمؤسسات والتقاليد الرومانية كجزء من أيديولوجية الدولة. على الرغم من حكم الإنبراطور لجزء كبير من أوربا الوسطى وشمال إيطاليا في البداية، لكن بحلول القرن التاسع عشر، مارس الإنبراطور القليل من القوة خارج الدول الناطقة بالألمانية.
على الرغم من كونه لقبًا اختياريًا من الناحية الفنية، لكنه وبحلول أواخر القرن السادس عشر، أصبح اللقب الإنبراطوري موروثًا من قبل أرشيدوق هابسبورغ في النمسا وبعد حرب الثلاثين عامًا كانت سيطرتهم على الولايات خارج مملكة هابسبورغ، أي النمسا، وبوهيميا ومناطق مختلفة خارج الإنبراطورية شبه معدومة. ومع ذلك، توج نابليون بونابرت إنبراطورًا للفرنسيين في عام 1804 وتبعه بفترة وجيزة فرانسيس الثاني، الإنبراطور الروماني المقدس، الذي أعلن نفسه إنبراطورًا للنمسا في نفس العام. مع ذلك، استمر وضع الإنبراطور الروماني المقدس حتى تنازل فرانسيس الثاني عن هذا المنصب في عام 1806. وفي أوربا الشرقية، استخدم ملوك روسيا أيضًا مفهوم الإنبراطور لممارسة السلطة الإمبريالية خلفًا للإنبراطورية الرومانية الشرقية. اعتُرف بهم رسميًا من قبل الإنبراطور الروماني المقدس في عام 1514، على الرغم من عدم استخدامه رسميًا من قبل الملوك الروس حتى عام 1547. ومع ذلك، فإن الأباطرة الروس معروفون بشكل أفضل بلقب القيصر باللغة الروسية حتى بعد أن تبنى بطرس الأكبر لقب الإنبراطور لعموم روسيا عام 1721.
استخدم المؤرخون الإنبراطور والإنبراطورية بشكل متحرّر بطريقة قديمة وخارج سياقها الروماني والأوروبي لوصف أي دولة كبيرة من الماضي أو الحاضر. غالبًا ما تُعتبر الألقاب التي استُخدمت قبل فترة سيطرة الرومان مثل الملك العظيم أو ملك الملوك، التي استخدمها ملوك بلاد فارس وغيرهم، مكافئة لها. في بعض الأحيان امتدت هذه الإشارة إلى الدول غير الخاضعة للحكم الملكي ومناطق نفوذها مثل الإنبراطورية الأثينية في أواخر القرن الخامس قبل الميلاد، وإنبراطورية أنجفين في بلانتاجنتس و«الإنبراطوريات» السوفيتية والأمريكية في حقبة الحرب الباردة. ومع ذلك، لم تكن هذه «الإنبراطوريات» بحاجة إلى أن يرأسها «إنبراطور». حُدّدت الإنبراطورية بوجود ممتلكات إقليمية شاسعة بدلًا من لقب حاكمها بحلول منتصف القرن الثامن عشر.
لأغراض البروتوكول، أٌعطي الأباطرة الأسبقية على الملوك في العلاقات الدبلوماسية الدولية، ولكن تعتمد الأسبقية حاليًا بين رؤساء الدول الذين يتمتعون بالسيادة، سواء كانوا ملوكًا أو ملكات أو أباطرة أو إنبراطورات أو أمراء أو أميرات أو رؤساء ذوي درجة أقل على المدة الزمنية لكل فرد في منصبه بشكل مستمر. خارج السياق الأوروبي، كان الإنبراطور هو الترجمة التي تُمنح لحاملي الألقاب الذين مُنحوا نفس الأسبقية مثل الأباطرة الأوروبيين من الناحية الدبلوماسية. وبالمثل، قد يعتمد هؤلاء الحكام ألقابًا متساوية بلغاتهم الأصلية لأقرانهم الأوروبيين. خلال قرون من الاتفاقيات الدولية، أصبح ذلك هو القاعدة المهيمنة لتحديد الإنبراطور في العصر الحديث.

## أباطرة روما وبيزنطة

### الكلاسيكية القديمة
بعد تحوّل الجمهورية الرومانية إلى النظام الملكي بحكم الأمر الواقع في النصف الثاني من القرن الأول قبل الميلاد، لم يكن هناك ثمة اسمٌ كي يُطلق على النوع الجديد من الحاكم. كرِه الرومان لقب ريكس («الملك») كُرهًا شديدًا، وكان من الأهمية بمكانٍ بالنسبة للنظام السياسي الجديد الإبقاء على هيئة ومظاهر الحكم الجمهوري. كان يوليوس قيصر ديكتاتورًا رومانيًا، وهو منصبٌ تقليدي معترفٌ به في الجمهورية الرومانية. لم يكن قيصر أول من تبوّأ ذلك المنصب، ولكن بعد اغتياله، لقيَ المصطلحُ بُغضًا في روما.
بسطَ أغسطس قيصر، الذي يُعتبر أول إنبراطور روماني، سيطرته عبر استحواذه على مناصب، وألقاب، وتكريمات جمهورية رومانية كانت تُوزّع على عدة مسؤولين، مع تركيز السلطة الموزعة قبلًا في رجل واحد. وكان أحد تلك المناصب برينسيبيس سيناتوس، (الذي يعني «عضو مجلس الشيوخ الأول»)، وتحول اسم المنصب إلى لقب الشرف الرئيسي لأغسطس، برينسيبيس سيفيتاتيس، («المواطن الأول»)، ومنها تنحدر كلمة «برينس» («أمير») الإنجليزية المعاصرة واللقب. ولهذا السبب أُطلق على الفترة الأولى للإنبراطورية الرومانية، الممتدة بين الأعوام 27 قبل الميلاد – 284 ميلادية، اسم عصر الزعامة. بالرغم من ذلك، فقد أصبح المسمّى غير الرسمي إنبراطور («القائد») هو اللقب الذي راح يفضّله خلفاء أغسطس قيصر. قبل أغسطس قيصر، كان اللقب يُمنح لكبار المسؤولين والقادة العسكريين الذين كان لديهم سلطة إمبريوم (أي سلطة القيادة)، أما أغسطس قيصر فقد خصّ نفسه حصريًا بذلك اللقب باعتباره صاحب السلطة الأعلى لكل الإمبريوم. (في اللاتينية، تعني إمبريوم سلطة القيادة، وهي نوعٌ من أنواع السلطة المحددة في الفكر السياسي الروماني).
ابتداءً من أغسطس قيصر، ظهر لقب الإنبراطور ضمن جميع ألقاب الملوك الرومان حتى سقوط الإنبراطورية في العام 1453. بعد عهد الخليفة الأول لأغسطس، تيبيريوس، أصبح لقب إنبراطور يرمز إلى فعل التتويج كرأسِ الدولة. كما أصبحت الألقاب الشرفية الأخرى التي استخدمها الأباطرة الرومان بنفس معنى الإنبراطور:
- قيصر (كما يُلاحظ على سبيل المثال في كتاب المؤرخ سويتونيوس اثنا عشر قيصرًا). استمر هذا التقليد في العديد من اللغات: في الألمانية «كايزر»، وفي بعض اللغات السلافية «تزار»، وفي المجرية «ساشر»، مع وجود العديد من التنويعات على الاسم. أما الاسم المشتق من لقب يوليوس قيصر «قيصر»: فقد اتخذ جميع الأباطرة الرومان هذا الاسم، حصريًا لدى الحكام بعد انتهاء السلالة اليوليوكلاودية. وفقًا لهذا التقليد، يوصف يوليوس قيصر أحيانًا بأنه أول قيصر/إنبراطور (على غرار تسمية سويتونيوس). كان هذا واحدًا من أكثر الألقاب استدامةً: إذ ظهر اسم قيصر بكتابات هجائية متنوّعة في كل سنة منذ زمن أغسطس قيصر حتى العصر الحديث.
- كان أغسطس هو أول لقب تشريفي مُنح للإنبراطور أغسطس: وبعد وفاته أصبح لقبًا رسميًا لخليفته، وأضافه جميع الأباطرة الرومان إلى أسمائهم. على الرغم من قيمته الرمزية العالية، بمعنى «مرتفع» أو «متسامٍ»، فإنه لم يستخدم عادةً للإشارة إلى منصب الإنبراطور نفسه. من بعض الاستثناءات يُذكر عنوان الكتاب هستوريا أوغوستا، وهو كتاب تجميعي شِبه تاريخي لسِيَر أباطرة الرومان في القرنين الثاني والثالث. وأثبت هذا اللقب صلاحيته الدائمة كذلك: فبعد سقوط الإنبراطورية الرومانية، دُمج اللقب في صياغة الإنبراطور الروماني المقدس، وهي سابقة سنّها شارلمان، واستمر استخدام الترجمة اليونانية للقب سيباستوس في الإنبراطورية البيزنطية حتى سقوط القسطنطينية في العام 1453، على الرغم من أن اللقب فقدَ مع الزمن حصرية إشارته للإنبراطور. منح أغسطسُ زوجته (في وصيته الأخيرة) الصيغة الأنثوية لهذا اللقب التشريفي (أوغستا). ونظرًا لعدم وجود «لقب» الإنبراطورة، سعت نساء السلالة الحاكمة للحصول على هذا اللقب التشريفي، باعتباره أسمى هدف يمكن تحقيقه. بالرغم من ذلك، فلم يُمنح اللقب سوى لعدد قليل من النساء، ومن الثابت أن العُرف لم يكن يقضي بمنح اللقب لجميع زوجات الأباطرة الحاكمين.
- إمبراتور (كما ورد على سبيل المثال في كتاب بلينيوس الأكبر، التاريخ الطبيعي). في الجمهورية الرومانية، كان لقب إمبراتور يعني «القائد (العسكري)». في أواخر عهد الجمهورية، وفي السنوات الأولى للنظام الملكي الجديد، كان إمبراتور هو اللقب الذي استخدمه الجنود ومجلس الشيوخ الروماني للإشارة إلى جنرالات الجيش الروماني بعد تحقيقهم نصرًا عظيمًا، ويمكن قياسه بشكل تقريبي على رتبة المشير (رئيس أو قائد الجيش بأكمله). على سبيل المثال، في العام 15 ميلادية أعلِن عن جرمانيكوس إمبراتورًا في عهد والده بالتبني، الإنبراطور تيبيريوس. إنما بعد ذلك بوقت قصير أصبح لقب «إنبراطور» مخصصًا بشكل حصري للحاكم. أدى ذلك إلى ظهور كلمة «الإنبراطور» باللغة الإنجليزية، ومن بين غيرها من الأمثلة، تُذكر كلمة «إمبيرور» بالفرنسية و«مبريتي» بالألبانية. أما الصيغة اللاتينية المؤنثة للقب فقد تطورت بعد أن اتخذ لقب «إمبراتور» معنى «الإنبراطور» الحاكم.
- بغاطر أو باسيليوس: مع أن الإغريق استخدموا ألقاب مكافئة لـ«قيصر» (كايزر) و«أغسطس» (في صيغتين: أوغوستوس أو سيباستوس)، فقد استُخدمت هاتين الصيغتين كجزء من اسم الإنبراطور وليستا للإشارة إلى المنصب. وبدلًا من تطوير اسم جديد للنوع الجديد من الملكية، استخدم الإغريق كلمة بغاطر (والتي تتداخل بشكل بسيط مع الفهم الحديث لكلمة «أوتوقراط») أو (باسيليوس وهي الكلمة التي كانت تُطلق حتى ذلك الزمن على «صاحب السيادة»). جاء استخدام بغاطر أساسًا نتيجةً للترجمة من اللغة اللاتينية لكلمة إمبراتور في الجزء الناطق باللغة الإغريقية من الإنبراطورية الرومانية، ولكن هنا ثمة تداخل جزئي فحسب بين معاني المفاهيم الأصلية اليونانية واللاتينية. بالنسبة للإغريق، لم يكن بغاطر لقبًا عسكريًا، إنما كان أقرب لمفهوم الديكتاتور في اللاتينية (أي، «صاحب السلطة المطلقة»)، قبل أن تخصص للإشارة إلى الإنبراطور. ويبدو أن كلمة باسيليوس لم تُستخدم حصريًا بمعنى «إنبراطور» (وبصورة أكثر تحديدًا، الإنبراطور الروماني/البيزنطي) قبل القرن السابع، بالرغم من كونها تسمية غير رسمية متداولة للإنبراطور في الشرق الناطق بالإغريقية. وفيما بعد، عمِد حكام عدة بلدان أرثوذكسية شرقية إلى استخدام اللقب للزعم بأنهم خلفاء روما/بيزنطة، كما في جورجيا، وبلغاريا، وصربيا، وروسيا.[11]

بعد اضطرابات عام الأباطرة الأربعة في العام 69 ميلادية، حكمت السلالة الفلافية على مدار ثلاثة عقود. أما السلالة النيرفية الأنطونية التي خلفتها، والتي حكمت معظم القرن الثاني، فقد حققت الاستقرار في الإنبراطورية. عُرفت هذه الحقبة باسم عصر الأباطرة الخمسة الصالحين، وتلتها سلالة سيفيران قصيرة الأجل.
وخلال أزمة القرن الثالث، خلف أباطرة الجنود بعضهم بعضًا بفترات قصيرة. وكان لثلاث محاولات انفصالية قصيرة الأمد أباطرتها الخاصة: إنبراطورية الغال، والإنبراطورية البريطانية، ومملكة تدمر بالرغم من أن الأخيرة استخدم لقب ريكس على نحوٍ أكثر انتظامًا.

## الإنبراطورية الرومانية المقدسة
كان لقب إنبراطور الرومان انعكاسًا لمبدأ انتقال السيطرة (translatio imperii) الذي اعتبر أن لقب الإنبراطور من حق الأباطرة الرومان المقدسين الذين يرثون عرش الإنبراطورية الرومانية الغربية، على الرغم من استمرار وجود الإنبراطورية الرومانية في الشرق، ومن هنا جاءت مشكلة وجود إنبراطورَين اثنين.
منذ عهد أوتو الكبير فصاعدًا، أصبح جزء كبير من المملكة الكارولنجية السابقة في شرق فرنسا تابعًا للإنبراطورية الرومانية المقدسة. انتخَب الأمراء المنتخبون أحد أقرانهم ملكًا للرومان وملكًا لإيطاليا قبل أن يتوّجه البابا. يمكن للإنبراطور أيضًا انتخاب وريثه (عادةً ابنه) كملك لخلافته بعد وفاته. ثم يحمل هذا الملك الصغير لقب الملك الروماني (ملك الرومان). على الرغم من أنه حكم بالفعل من الناحية الفنية، لكنه سيُتوّج بعد الانتخابات إنبراطورًا من قبل البابا. كان تشارلز الخامس آخر إنبراطور توّجه البابا. كان جميع الأباطرة الذين جاؤوا بعده من الناحية الفنية أباطرة منتخبين، لكن يشار إليهم عالميًا باسم الإنبراطور.
كان الإنبراطور الروماني المقدس يعتبر الشخص الأول في السلطة. وكان أول مدافع عن المسيحية. منذ عام 1452 حتى نهاية الإنبراطورية الرومانية المقدسة في عام 1806 (باستثناء الأعوام من 1742 إلى 1745) كان أعضاء آل هابسبورغ هم أباطرة رومان مقدسون فقط. يشغل كارل فون هابسبورغ حاليًا منصب رئيس مجلس النواب في هابسبورغ.

## اقرأ أيضا
- قيصر (لقب ألماني)
- ملك الملوك
- إنبراطور اليابان